# 다카라즈카 가극단 75기생
다카라즈카 가극단 75기생은 1987년에 다카라즈카 음악학교에 입학하여, 1989년에 다카라즈카 가극단에 입단한 39명을 가리킨다.

## 개요
초무대 연목은 휴가 카오루 · 마리모 에리 톱콤비 대극장 오히로메 호시구미 공연 『봄의 춤 -사랑의 꽃 가부키- / 디가 디가 드』이다.

## 주요 학생

### OG
- 코즈키 와타루 : 전 호시구미 톱스타
- 이오리 나오카 : 전 전과 남역
- 나츠노 사키 : 전 츠키구미 여역
- 마리사 히토미 : 전 호시구미 여역

### 현역
- 미호 케이코 : 전과 여역

## 일람
| 예명            | 생일      | 출신지                         | 출신 학교                          | 예명의 유래                                                | 애칭                             | 역할 | 퇴단년도 | 비고                                                                                                |
| --------------- | --------- | ------------------------------ | ---------------------------------- | ---------------------------------------------------------- | -------------------------------- | ---- | -------- | --------------------------------------------------------------------------------------------------- |
| 逢原せりか      | 12월 15일 | 효고현 고베시 히가시나다구     | 히바리가오카가쿠엔고등학교         | 동기가 명명                                                | 모코                             | 여역 | 1997년   | |
| 아이하라 세리카 | 12월 15일 | 효고현 고베시 히가시나다구     | 히바리가오카가쿠엔고등학교         | 동기가 명명                                                | 모코                             | 여역 | 1997년   | |
| 秋吉あかね      | 5월 21일  | 도쿄도                         | 타마가와성학원                     |                                                            | 요시에                           | 여역 | 1995년   | |
| 아키요시 아카네 | 5월 21일  | 도쿄도                         | 타마가와성학원                     |                                                            | 요시에                           | 여역 | 1995년   | |
| 彩ひろみ        | 6월 15일  | 효고현 니시노미야시            | 코난죠시가쿠엔                     | 지인이 명명                                                | 마유미                           | 여역 | 1995년   | |
| 아야 히로미     | 6월 15일  | 효고현 니시노미야시            | 코난죠시가쿠엔                     | 지인이 명명                                                | 마유미                           | 여역 | 1995년   | |
| 彩斗れな        | 8월 25일  | 오사카부 오사카시 츄오구       | 오사카시립히가시중학교             | 색을 입는 별이 되도록 부모님이 명명 (彩(いろどる)斗(ほし)) | 마루                             | 남역 | 1994년   | |
| 아야토 레나     | 8월 25일  | 오사카부 오사카시 츄오구       | 오사카시립히가시중학교             | 색을 입는 별이 되도록 부모님이 명명 (彩(いろどる)斗(ほし)) | 마루                             | 남역 | 1994년   | |
| 伊織直加        | 5월 9일   | 오사카부 이즈미시              | 오사카교육대학부속텐노지고등학교   | 가족이 고안                                                | 나오                             | 남역 | 2003년   | |
| 이오리 나오카   | 5월 9일   | 오사카부 이즈미시              | 오사카교육대학부속텐노지고등학교   | 가족이 고안                                                | 나오                             | 남역 | 2003년   | |
| 伊吹和          | 12월 25일 | 효고현 아마가사키시            | 슈쿠가와가쿠인고등학교             | 가족이 고안                                                | 앗코                             | 남역 | 1993년   | |
| 이부키 카즈     | 12월 25일 | 효고현 아마가사키시            | 슈쿠가와가쿠인고등학교             | 가족이 고안                                                | 앗코                             | 남역 | 1993년   | |
| 大夏しづき      | 3월 30일  | 카나가와현 후지사와시          | 카나가와현립후지사와고등학교       | 존경하는 선생님이 명명                                     | 히로마사                         | 남역 | 1997년   | |
| 오오나츠 시즈키 | 3월 30일  | 카나가와현 후지사와시          | 카나가와현립후지사와고등학교       | 존경하는 선생님이 명명                                     | 히로마사                         | 남역 | 1997년   | |
| 香織ゆたか      | 3월 8일   | 교토부 교토시 카미교구         | 니시노미야시립나루오미나미중학교   | 존경하는 사람이 명명                                       | 시오                             | 남역 | 1996년   | |
| 카오리 유타카   | 3월 8일   | 교토부 교토시 카미교구         | 니시노미야시립나루오미나미중학교   | 존경하는 사람이 명명                                       | 시오                             | 남역 | 1996년   | |
| 花彩ひとみ      | 8월 6일   | 도쿄도 이타바시구              | 도쿄도립시무라고등학교             |                                                            | 미사                             | 여역 | 2001년   | |
| 카사이 히토미   | 8월 6일   | 도쿄도 이타바시구              | 도쿄도립시무라고등학교             |                                                            | 미사                             | 여역 | 2001년   | |
| 一希星          | 7월 23일  | 시즈오카현 하마마츠시          | 니시엔죠시가쿠엔                   | 자기가 고안                                                | 비-보                            | 남역 | 1994년   | |
| 카즈키 세이     | 7월 23일  | 시즈오카현 하마마츠시          | 니시엔죠시가쿠엔                   | 자기가 고안                                                | 비-보                            | 남역 | 1994년   | |
| 神矢夕紀        | 7월 12일  | 후쿠오카현 후쿠오카시 츄오구   | 후쿠오카후타바가쿠엔고등학교       | 성명판단                                                   | 사토짱                           | 여역 | 1993년   | |
| 카미야 유키     | 7월 12일  | 후쿠오카현 후쿠오카시 츄오구   | 후쿠오카후타바가쿠엔고등학교       | 성명판단                                                   | 사토짱                           | 여역 | 1993년   | |
| 貴代光紀        | 8월 25일  | 도쿄도 토시마구                | 코마고메중학교                     | 자기가 고안                                                | 마유                             | 남역 | 1997년   | |
| 키시로 미키     | 8월 25일  | 도쿄도 토시마구                | 코마고메중학교                     | 자기가 고안                                                | 마유                             | 남역 | 1997년   | |
| 桐島るか        | 4월 13일  | 도쿄도 이타바시구              | 타마가와가쿠엔 고등부              | 아버지가 명명                                              | 루카, 오하마                     | 여역 | 1994년   | |
| 키리시마 루카   | 4월 13일  | 도쿄도 이타바시구              | 타마가와가쿠엔 고등부              | 아버지가 명명                                              | 루카, 오하마                     | 여역 | 1994년   | |
| 草凪佑季        | 7월 15일  | 후쿠시마현 후쿠시마시          | 후쿠시마세이케이여자고등학교       |                                                            | 카를로스, 카루                   | 남역 | 1992년   | |
| 쿠사나기 유키   | 7월 15일  | 후쿠시마현 후쿠시마시          | 후쿠시마세이케이여자고등학교       |                                                            | 카를로스, 카루                   | 남역 | 1992년   | |
| 久城彬          | 2월 26일  | 도쿄도 시나가와구              | 도쿄도립야시오고등학교             | 가족이 고안                                                | 히로코                           | 남역 | 2001년   | |
| 쿠죠 아키라     | 2월 26일  | 도쿄도 시나가와구              | 도쿄도립야시오고등학교             | 가족이 고안                                                | 히로코                           | 남역 | 2001년   | |
| 湖月わたる      | 6월 28일  | 사이타마현 이루마시            | 이루마시립무카이하라중학교         | 가족이 고안                                                | 와타루                           | 남역 | 2006년   | |
| 코즈키 와타루   | 6월 28일  | 사이타마현 이루마시            | 이루마시립무카이하라중학교         | 가족이 고안                                                | 와타루                           | 남역 | 2006년   | |
| 四季香          | 10월 12일 | 도쿄도 네리마구                | 무사시노고등학교                   | 가족이 고안                                                | 카마짱                           | 남역 | 1995년   | |
| 시키 카오루     | 10월 12일 | 도쿄도 네리마구                | 무사시노고등학교                   | 가족이 고안                                                | 카마짱                           | 남역 | 1995년   | |
| 純あつき        | 2월 28일  | 오사카부 톤다바야시            | 오사카부립나가노고등학교           | 자기가 고안                                                | 아츠키, 앗짱                     | 남역 | 1994년   | 준 아츠키 (じゅんあつき)로 개명                                                                     |
| 준 아츠키       | 2월 28일  | 오사카부 톤다바야시            | 오사카부립나가노고등학교           | 자기가 고안                                                | 아츠키, 앗짱                     | 남역 | 1994년   | 준 아츠키 (じゅんあつき)로 개명                                                                     |
| 高倉京          | 4월 4일   | 오사카부 오사카시 니시구       | 슈쿠가와가쿠인고등학교             | 아버지가 명명                                              | 타마요                           | 남역 | 1996년   | |
| 타카쿠라 쿄     | 4월 4일   | 오사카부 오사카시 니시구       | 슈쿠가와가쿠인고등학교             | 아버지가 명명                                              | 타마요                           | 남역 | 1996년   | |
| 宝樹彩          | 6월 10일  | 카나가와현 요코하마시          | 카나가와현립노니와고등학교         | 언니의 예명에서 따옴                                       | 아야, 아야코                     | 남역 | 1997년   | |
| 타카라기 아야   | 6월 10일  | 카나가와현 요코하마시          | 카나가와현립노니와고등학교         | 언니의 예명에서 따옴                                       | 아야, 아야코                     | 남역 | 1997년   | |
| 千城美希        | 3월 24일  | 카나가와현 카와사키시          | 다이시고등학교                     | 존경하는 사람이 명명                                       | 이쿠짱                           | 남역 | 1994년   | 치시로 아유미 (千城歩)로 개명                                                                       |
| 치시로 미키     | 3월 24일  | 카나가와현 카와사키시          | 다이시고등학교                     | 존경하는 사람이 명명                                       | 이쿠짱                           | 남역 | 1994년   | 치시로 아유미 (千城歩)로 개명                                                                       |
| 中原くれあ      | 1월 22일  | 도쿄도 이타바시구              | 코란여학교                         | 외국 소설에서 존경하는 선생님이 명명                       | 쿠레아, 케-짱                    | 여역 | 1994년   | |
| 나카하라 쿠레아 | 1월 22일  | 도쿄도 이타바시구              | 코란여학교                         | 외국 소설에서 존경하는 선생님이 명명                       | 쿠레아, 케-짱                    | 여역 | 1994년   | |
| 那津乃咲        | 2월 15일  | 후쿠오카현 후쿠오카시          | 후쿠오카카이세이죠시가쿠인고등학교 | 출신지에서 가족이 고안                                     | 낫짱                             | 여역 | 2001년   | |
| 나츠노 사키     | 2월 15일  | 후쿠오카현 후쿠오카시          | 후쿠오카카이세이죠시가쿠인고등학교 | 출신지에서 가족이 고안                                     | 낫짱                             | 여역 | 2001년   | |
| 花会真地        | 4월 9일   | 오사카부 오사카시 텐노지구     | 테즈카야마중학교                   | 야쿠시데라에서 실시한 화회식에서 부관장이 명명             | 후미코                           | 여역 | 1991년   | |
| 하나에 마치     | 4월 9일   | 오사카부 오사카시 텐노지구     | 테즈카야마중학교                   | 야쿠시데라에서 실시한 화회식에서 부관장이 명명             | 후미코                           | 여역 | 1991년   | |
| 藤代真希        | 5월 22일  | 도쿄도 시나가와구              | 후지미오카고등학교                 | 부모님이 명명                                              | 쥰쥰                             | 남역 | 1994년   | |
| 후지시로 마키   | 5월 22일  | 도쿄도 시나가와구              | 후지미오카고등학교                 | 부모님이 명명                                              | 쥰쥰                             | 남역 | 1994년   | |
| 舞央つばさ      | 11월 10일 | 효고현 다카라즈카시            | 효고현립다카라즈카키타고등학교     | 자기가 고안                                                | 간짱, 미카                       | 남역 | 1994년   | |
| 마이오 츠바사   | 11월 10일 | 효고현 다카라즈카시            | 효고현립다카라즈카키타고등학교     | 자기가 고안                                                | 간짱, 미카                       | 남역 | 1994년   | |
| 真園ありす      | 4월 19일  | 도쿄도 세타가야구              | 모리무라가쿠엔                     | 존경하는 선생님과 상담해서 어머니와 고안                   | 코토리, 윳코, 유키짱, 마소노빗치 | 여역 | 1994년   | |
| 마소노 아리스   | 4월 19일  | 도쿄도 세타가야구              | 모리무라가쿠엔                     | 존경하는 선생님과 상담해서 어머니와 고안                   | 코토리, 윳코, 유키짱, 마소노빗치 | 여역 | 1994년   | |
| 万理沙ひとみ    | 3월 17일  | 효고현 카와니시시              | 히바리가오카가쿠엔                 | 존경하는 사람이 명명                                       | 민츠, 민짱, 마리사               | 여역 | 1998년   | 할머니 쿠레나이 치즈루 (13) 이모 쿠레나이 치즈루 (40) 엄마 치하루 쿄코 (43) 사촌 아키소노 미오 (79) |
| 마리사 히토미   | 3월 17일  | 효고현 카와니시시              | 히바리가오카가쿠엔                 | 존경하는 사람이 명명                                       | 민츠, 민짱, 마리사               | 여역 | 1998년   | 할머니 쿠레나이 치즈루 (13) 이모 쿠레나이 치즈루 (40) 엄마 치하루 쿄코 (43) 사촌 아키소노 미오 (79) |
| 美咲すずな      | 11월 18일 | 카나가와현 요코하마시 미도리구 | 에다고등학교                       | 가족이 고안                                                | 아-짱, 스즈나                    | 여역 | 1991년   | 딸 나기사 유리 (106)                                                                                |
| 미사키 스즈나   | 11월 18일 | 카나가와현 요코하마시 미도리구 | 에다고등학교                       | 가족이 고안                                                | 아-짱, 스즈나                    | 여역 | 1991년   | 딸 나기사 유리 (106)                                                                                |
| みずき愛        | 1월 26일  | 도쿄도 치요다구                | 후렌토가쿠엔고등학교               | 존경하는 선생님이 명명                                     | 후미                             | 여역 | 1996년   | |
| 미즈키 아이     | 1월 26일  | 도쿄도 치요다구                | 후렌토가쿠엔고등학교               | 존경하는 선생님이 명명                                     | 후미                             | 여역 | 1996년   | |
| 瑞穂環          | 8월 10일  | 오사카부 토요나카시            | 오사카부립토요나카고등학교         | 카타오카 니자에몬이 명명                                   | 리카짱, 리-                      | 여역 | 1997년   | |
| 미즈호 타마키   | 8월 10일  | 오사카부 토요나카시            | 오사카부립토요나카고등학교         | 카타오카 니자에몬이 명명                                   | 리카짱, 리-                      | 여역 | 1997년   | |
| 美苑えりか      | 10월 27일 | 효고현 니시노미야시            | 고베쇼인죠시가쿠인                 | 가족이 고안                                                | 노리코                           | 여역 | 2001년   | |
| 미소노 에리카   | 10월 27일 | 효고현 니시노미야시            | 고베쇼인죠시가쿠인                 | 가족이 고안                                                | 노리코                           | 여역 | 2001년   | |
| 水月静          | 3월 20일  | 도쿄도 시부야구                | 가쿠슈인 여자고등과                |                                                            | 치카짱, 치카코                   | 남역 | 1995년   | |
| 미나즈키 시즈카 | 3월 20일  | 도쿄도 시부야구                | 가쿠슈인 여자고등과                |                                                            | 치카짱, 치카코                   | 남역 | 1995년   | |
| 実生友里        | 8월 19일  | 효고현 다카라즈카시            | 코시엔가쿠인고등학교               | 부모님이 명명                                              | 치호                             | 여역 | 1995년   | |
| 미바에 유리     | 8월 19일  | 효고현 다카라즈카시            | 코시엔가쿠인고등학교               | 부모님이 명명                                              | 치호                             | 여역 | 1995년   | |
| 美穂圭子        | 9월 22일  | 오사카부 이바라키시            | 오사카부립후쿠이고등학교           | 본명을 지어준 분이 예명을 지어줌                           | 케이코                           | 여역 |          | |
| 미호 케이코     | 9월 22일  | 오사카부 이바라키시            | 오사카부립후쿠이고등학교           | 본명을 지어준 분이 예명을 지어줌                           | 케이코                           | 여역 |          | |
| 山吹紗世        | 9월 4일   | 교토부 교토시                  | 헤이안여학원                       | 자기가 고안                                                | 잇페이                           | 여역 | 1997년   | |
| 야마부키 사요   | 9월 4일   | 교토부 교토시                  | 헤이안여학원                       | 자기가 고안                                                | 잇페이                           | 여역 | 1997년   | |
| 祐輝薫          | 1월 24일  | 교토부 교토시                  | 센리오카중학교                     | 켄쿤신사 구지(宮司)가 명명                                 | 타라                             | 남역 | 2001년   | |
| 유키 카오루     | 1월 24일  | 교토부 교토시                  | 센리오카중학교                     | 켄쿤신사 구지(宮司)가 명명                                 | 타라                             | 남역 | 2001년   | |
| 嘉月絵理        | 3월 18일  | 도쿄도 세타가야구              | 도쿄도립마츠바라고등학교           | 어머니가 명명                                              | 에리                             | 남역 | 2007년   | 엄마 코우즈키 아키라 (36)                                                                           |
| 요시즈키 에리   | 3월 18일  | 도쿄도 세타가야구              | 도쿄도립마츠바라고등학교           | 어머니가 명명                                              | 에리                             | 남역 | 2007년   | 엄마 코우즈키 아키라 (36)                                                                           |
| 若江由季        | 4월 17일  | 오사카부 사카이시              | 오사카테즈카야마가쿠인중학교       | 아버지가 명명                                              | 와카메, 콘부, 유카리             | 여역 | 1997년   | |
| 와카에 유키     | 4월 17일  | 오사카부 사카이시              | 오사카테즈카야마가쿠인중학교       | 아버지가 명명                                              | 와카메, 콘부, 유카리             | 여역 | 1997년   | |